# Leichtathletik-Weltmeisterschaften 1993/Diskuswurf der Männer

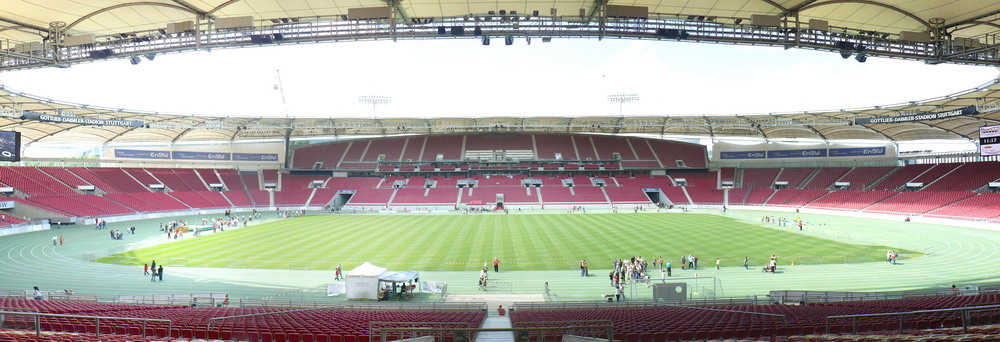
Das Stuttgarter Gottlieb-Daimler-Stadion im Jahr 2007

Der Diskuswurf der Männer bei den Leichtathletik-Weltmeisterschaften 1993 wurde am 16. und 17. August 1993 im Stuttgarter Gottlieb-Daimler-Stadion ausgetragen.
Die deutschen Diskuswerfer errangen in diesem Wettbewerb mit Gold und Bronze zwei Medaillen. Weltmeister wurde Titelverteidiger Lars Riedel. Rang zwei belegte der Russe Dmitri Schewtschenko. Bronze ging an den Olympiasieger von 1988, Olympiazweiten von 1992, Weltmeister von 1987, Europameister von 1990 und Weltrekordinhaber Jürgen Schult.

## Bestehende Rekorde
| Weltrekord | 74,08 m | Jürgen Schult | Neubrandenburg, DDR (heute Deutschland) | 6. Juni 1986      |
| WM-Rekord  | 68,74 m | Jürgen Schult | WM 1987 in Rom, Italien                 | 4. September 1987 |

Der bestehende WM-Rekord wurde bei diesen Weltmeisterschaften nicht eingestellt und nicht verbessert.

### Doping
In dieser Disziplin gab es einen Dopingfall.
Der zunächst viertplatzierte Litauer Romas Ubartas wurde positiv auf das anabole Steroid Boldenon getestet und erhielt eine vierjährige Sperre. Sein Resultat bei diesen Weltmeisterschaften wurde annulliert.
Leidtragende waren vor allem zwei Athleten:
- Dem achtplatzierten US-Amerikaner Mike Buncic wurden im Finale drei Versuche genommen, die ihm zusätzlich zu seinen ersten drei Würfen zugestanden hätten.
- Sergey Lukashok aus Israel hatte als zwölftbester Werfer nach der Qualifikation eigentlich die Berechtigung zur Teilnahme am Finale erlangt.

## Qualifikation
Dreißig Teilnehmer traten in zwei Gruppen zur Qualifikationsrunde an. Die Qualifikationsweite für den direkten Finaleinzug betrug 63,00 m. Vier Athleten übertrafen diese Marke (hellblau unterlegt), darunter auch der später wegen Dopingbetrugs disqualifizierte Romas Ubartas. Das Finalfeld wurde mit den acht nächstplatzierten Sportlern auf zwölf Werfer aufgefüllt (hellgrün unterlegt). So mussten schließlich 61,52 m für die Finalteilnahme erbracht werden.

### Gruppe A

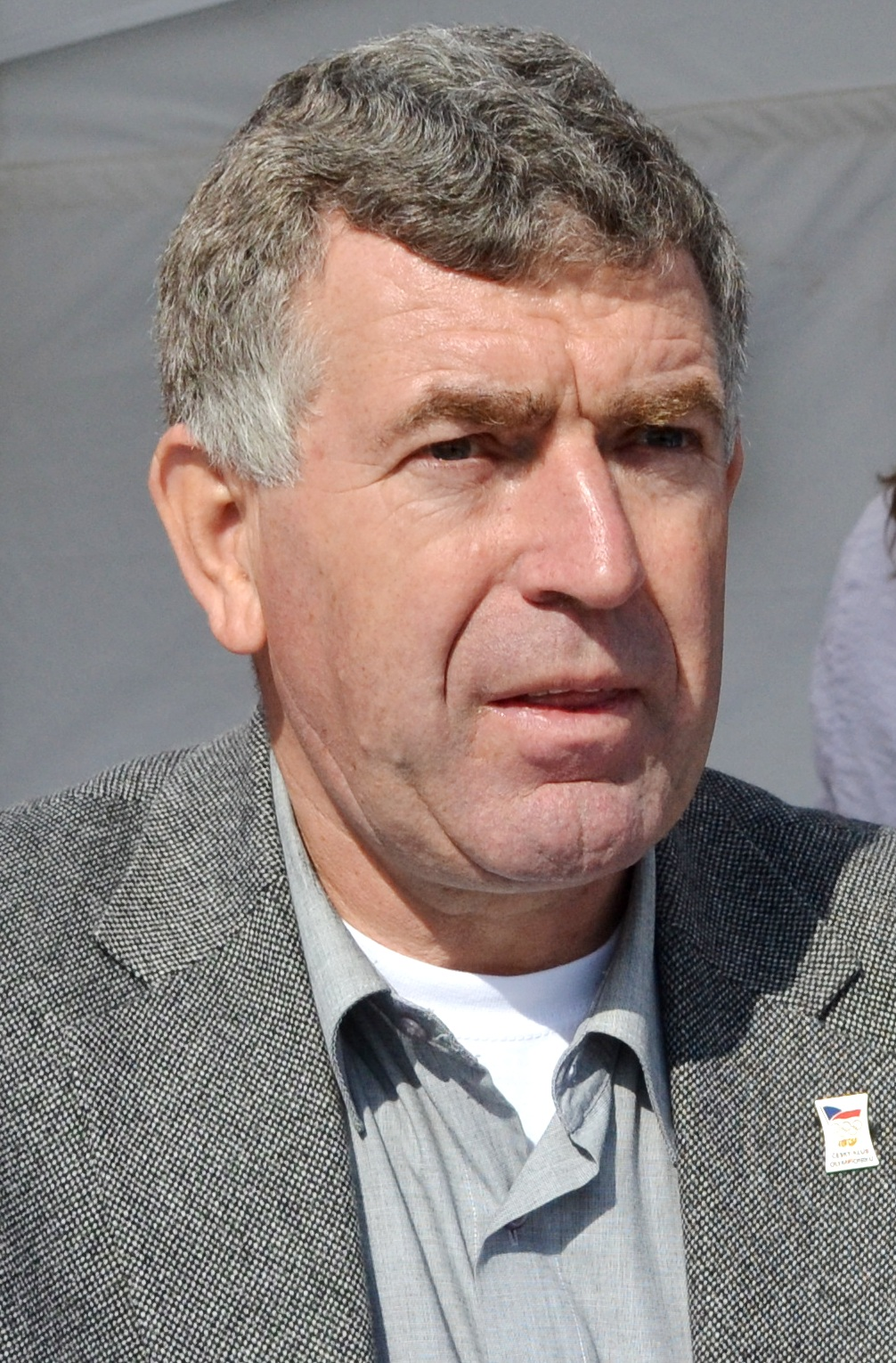
Für Imrich Bugár (hier im Jahr 2013), den Weltmeister von 1983, Europameister von 1982 und EM-Dritten von 1978, reichte es mit seinen 58,76 m nicht mehr ins Finale

16. August 1993, 11:45 Uhr
| Platz | Name                      | Nation                       | Resultat (m)              |
| 1     | Dmitri Schewtschenko      | Russland                     | 63,68                     |
| 2     | Anthony Washington        | USA                          | 62,78                     |
| 3     | Nick Sweeney              | Irland                       | 62,10                     |
| 4     | Jürgen Schult             | Deutschland                  | 62,10                     |
| 5     | Alexis Elizalde           | Kuba                         | 60,76                     |
| 6     | Ramón Jiménez-Gaona       | Paraguay                     | 60,50                     |
| 7     | Uladsimir Dubrouschtschyk | Belarus                      | 60,38                     |
| 8     | Robert Weir               | Großbritannien               | 59,74                     |
| 9     | Dmitri Kowtsun            | Ukraine                      | 58,90                     |
| 10    | Imrich Bugár              | Tschechien                   | 58,76                     |
| 11    | Mike Gravelle             | USA                          | 56,42                     |
| 12    | Mickaël Conjungo          | Zentralafrikanische Republik | 53,60                     |
| 13    | Gordon Barff              | Französisch-Polynesien       | 46,56                     |
| DOP   | Romas Ubartas             | Litauen                      | für das Finale zugelassen |
| DNS   | Erik de Bruin             | Niederlande                  |                           |

### Gruppe B

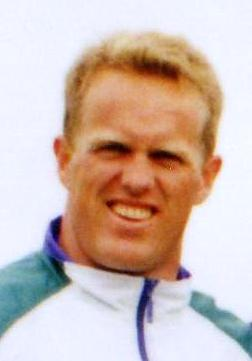
Mit seinen 58,56 m schied Vésteinn Hafsteinsson in der Qualifikation aus

16. August 1993, 11:45 Uhr
| Platz | Name                  | Nation             | Resultat (m)                                 |
| 1     | Lars Riedel           | Deutschland        | 65,88                                        |
| 2     | Mike Buncic           | USA                | 63,64                                        |
| 3     | Wassil Kapzjuch       | Belarus            | 62,56                                        |
| 4     | Vaclovas Kidykas      | Litauen            | 61,94                                        |
| 5     | Luis Delís            | Kuba               | 61,76                                        |
| 6     | Wolodymyr Sintschenko | Ukraine            | 61,74                                        |
| 7     | Costel Grasu          | Rumänien           | 61,52                                        |
| 8     | Sergey Lukashok       | Israel             | 60,88 eigentlich für das Finale qualifiziert |
| 9     | Roberto Moya          | Kuba               | 60,10                                        |
| 10    | Viktor Baraznovskiy   | Belarus            | 59,30                                        |
| 11    | Vésteinn Hafsteinsson | Island             | 58,56                                        |
| 12    | Ray Lazdins           | Kanada             | 57,48                                        |
| 13    | Dashdendev Makhashiri | Mongolei           | 51,62                                        |
| 14    | Shakti Singh          | Indien             | 48,78                                        |
| 15    | James Wong            | Singapur           | 46,86                                        |
| 16    | Wesley Tuilefano      | Amerikanisch-Samoa | 27,34                                        |

## Finale
17. August 1993, 19:20 Uhr
Anmerkung: Das Symbol "x" bedeutet "ungültig".
| Platz | Name                  | Nation      | Resultat (m) | 1. Versuch (m)                          | 2. Versuch (m)                          | 3. Versuch (m)                          | 4. Versuch (m)                             | 5. Versuch (m)                             | 6. Versuch (m)                             |
| 1     | Lars Riedel           | Deutschland | 67,72        | 56,24                                   | 67,72                                   | 60,54                                   | 64,94                                      | x                                          | 67,34                                      |
| 2     | Dmitri Schewtschenko  | Russland    | 66,90        | 61,58                                   | 61,54                                   | x                                       | 63,94                                      | 66,14                                      | 66,90                                      |
| 3     | Jürgen Schult         | Deutschland | 66,12        | 64,32                                   | 66,12                                   | 63,32                                   | 62,84                                      | 64,46                                      | x                                          |
| 4     | Costel Grasu          | Rumänien    | 65,24        | 61,92                                   | 65,24                                   | 62,12                                   | 62,66                                      | 62,60                                      | 61,54                                      |
| 5     | Wolodymyr Sintschenko | Ukraine     | 62,02        | 59,42                                   | 61,28                                   | 60,92                                   | 59,92                                      | 62,02                                      | 59,56                                      |
| 6     | Nick Sweeney          | Irland      | 61,66        | 61,66                                   | 61,26                                   | x                                       | 60,84                                      | 60,70                                      | x                                          |
| 7     | Wassil Kapzjuch       | Belarus     | 61,64        | 61,64                                   | x                                       | 60,96                                   | 57,46                                      | 61,00                                      | 58,78                                      |
| 8     | Mike Buncic           | USA         | 61,06        | 60,92                                   | 61,66                                   | 60,78                                   | eigentlich zu 3 weiteren Würfen berechtigt | eigentlich zu 3 weiteren Würfen berechtigt | eigentlich zu 3 weiteren Würfen berechtigt |
| 9     | Luis Delís            | Kuba        | 60,74        | Ablauf in den Quellen nicht aufgelistet | Ablauf in den Quellen nicht aufgelistet | Ablauf in den Quellen nicht aufgelistet | nicht im Finale der besten acht Werfer     | nicht im Finale der besten acht Werfer     | nicht im Finale der besten acht Werfer     |
| 10    | Anthony Washington    | USA         | 60,72        | Ablauf in den Quellen nicht aufgelistet | Ablauf in den Quellen nicht aufgelistet | Ablauf in den Quellen nicht aufgelistet | nicht im Finale der besten acht Werfer     | nicht im Finale der besten acht Werfer     | nicht im Finale der besten acht Werfer     |
| 11    | Vaclovas Kidykas      | Litauen     | 58,62        | Ablauf in den Quellen nicht aufgelistet | Ablauf in den Quellen nicht aufgelistet | Ablauf in den Quellen nicht aufgelistet | nicht im Finale der besten acht Werfer     | nicht im Finale der besten acht Werfer     | nicht im Finale der besten acht Werfer     |
| DOP   | Romas Ubartas         | Litauen     |              |                                         |                                         |                                         |                                            |                                            |                                            |

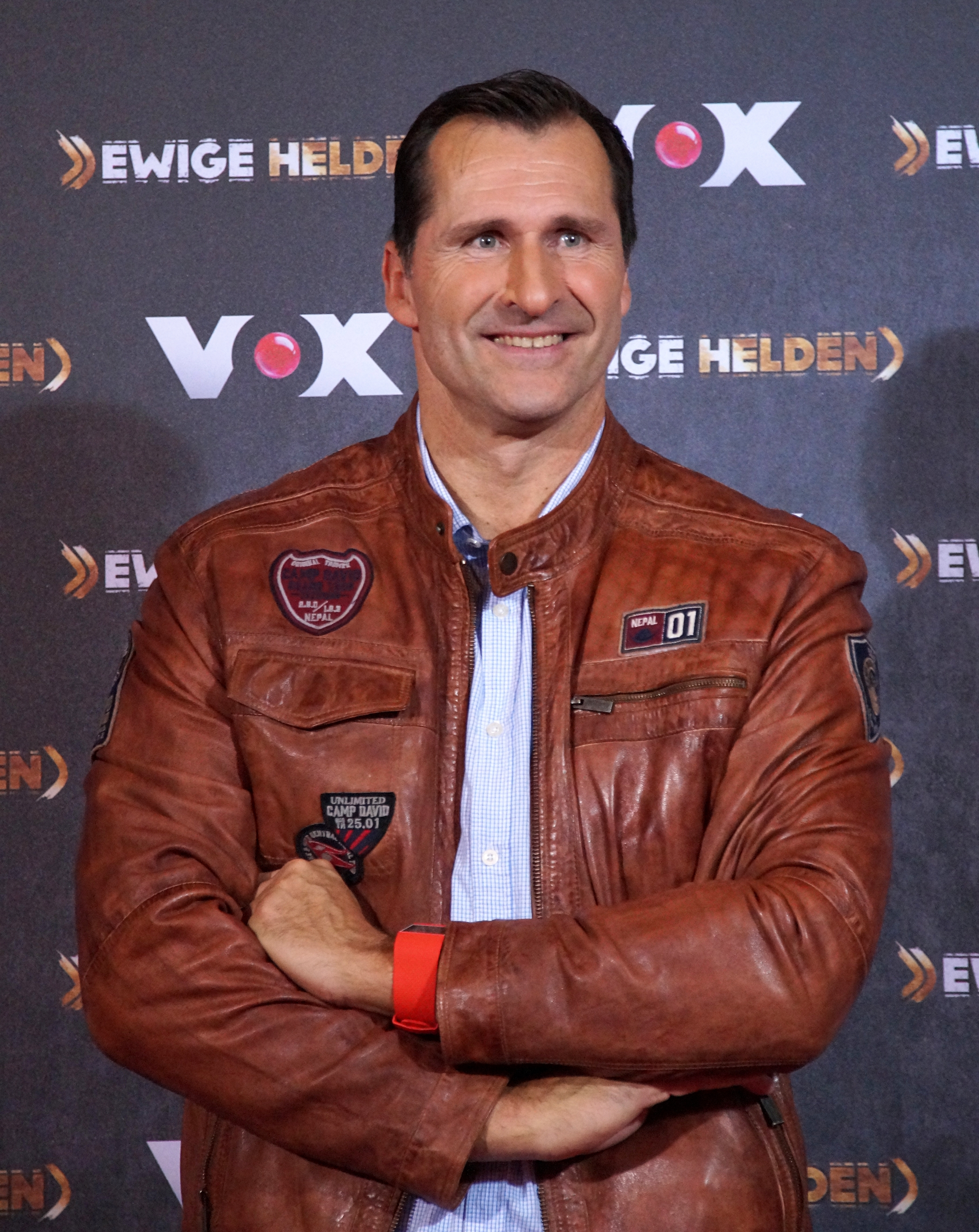
Lars Riedel (Foto: 2015) verteidigte seinen Titel und wurde wieder Weltmeister
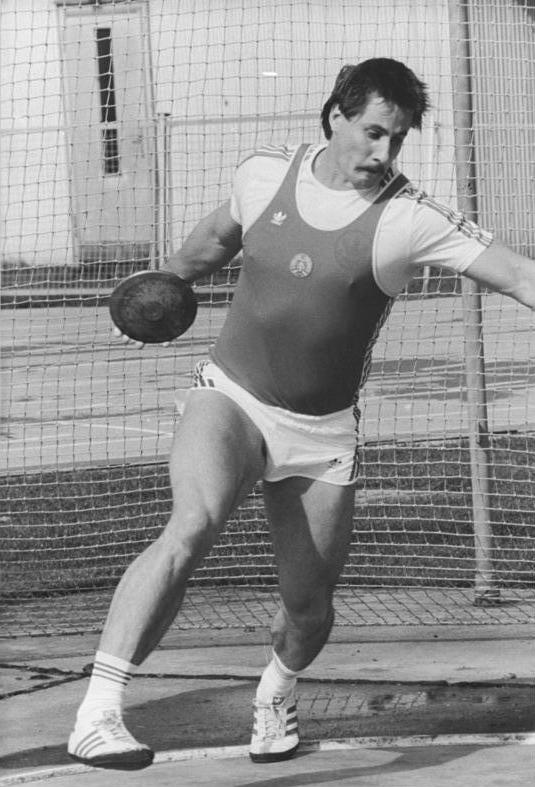
Jürgen Schult, 1988 Olympiasieger, 1992 Olympiazweiter, 1987 Weltmeister, 1990 Europameister und Weltrekordinhaber, errang die Bronzemedaille

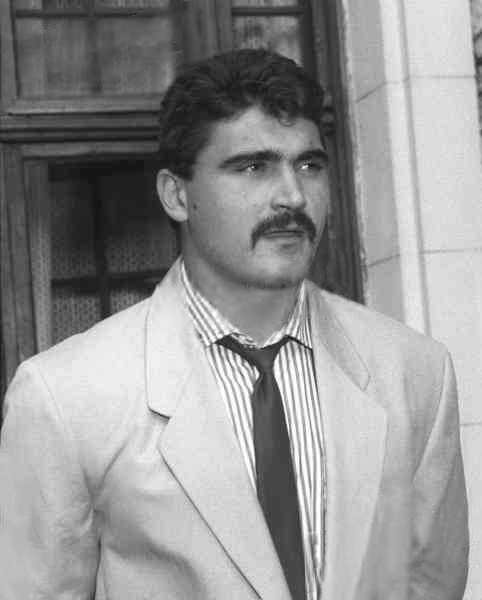
Costel Grasu belegte Rang vier
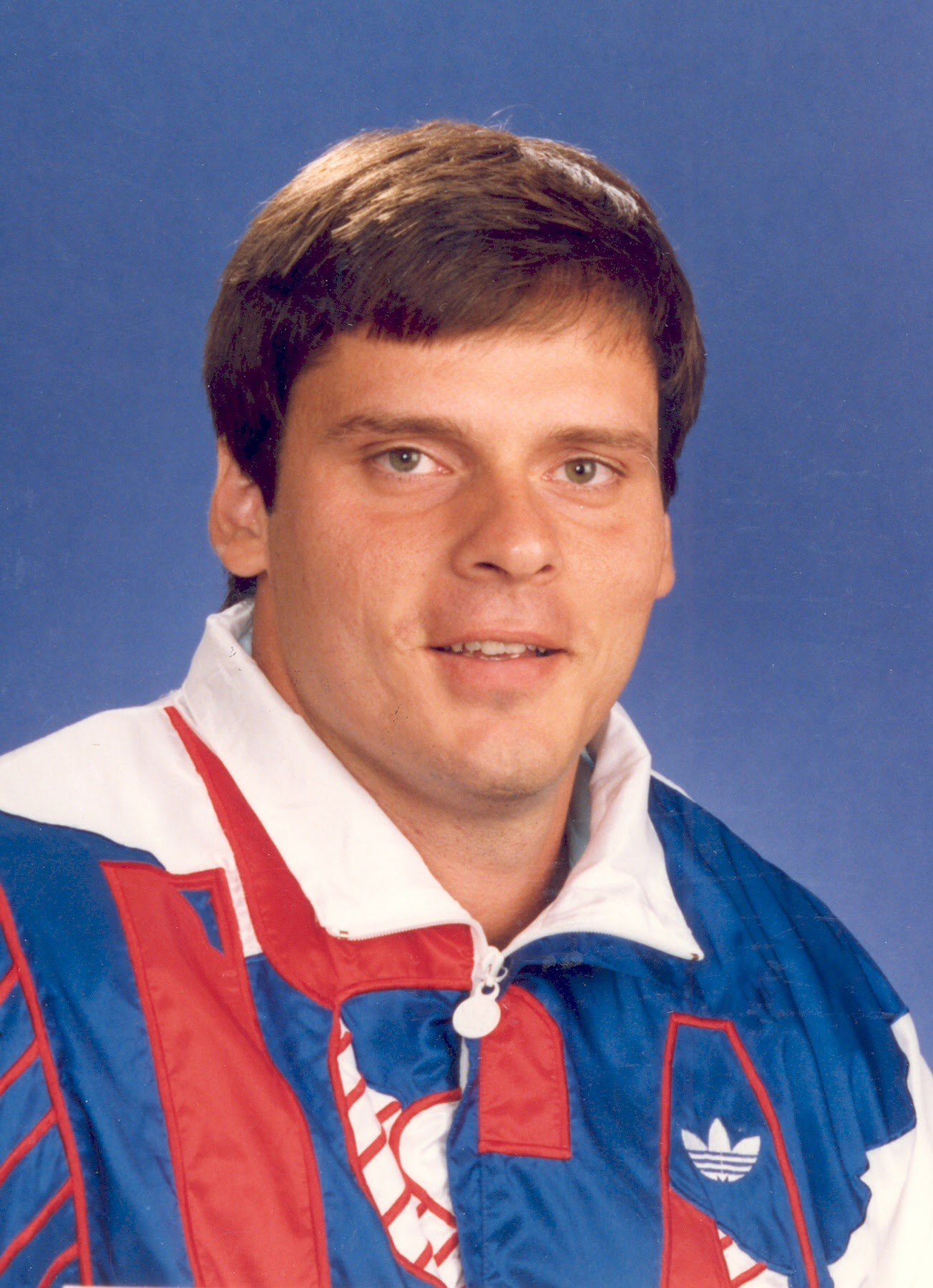
Mike Buncic kam auf den achten Platz, ihm hätten im Finale drei zusätzliche Versuche zugestanden
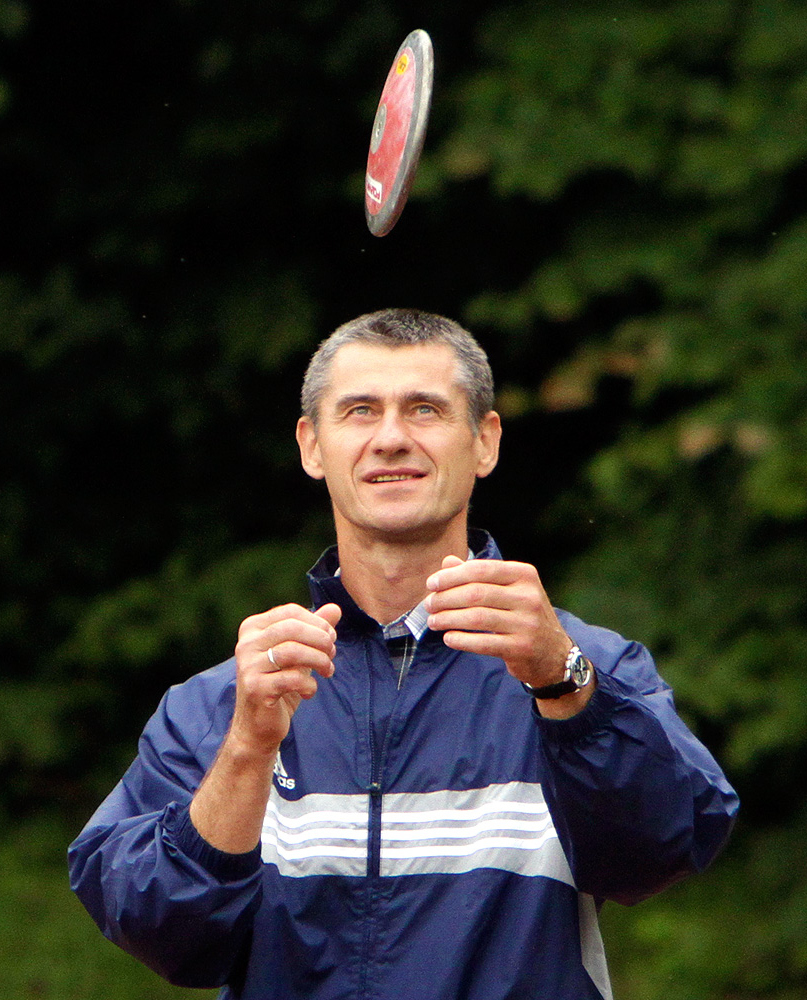
Der mehrfache Dopingsünder Romas Ubartas wurde disqualifiziert